# ديفيد تي. كينيدي
ديفيد تي. كينيدي هو قانوني وسياسي أمريكي، ولد في 7 أبريل 1934 في بالتيمور في الولايات المتحدة، وتوفي في 4 سبتمبر 2014 في ساوث ميامي في الولايات المتحدة. نشط حزبياً في الحزب الديمقراطي.